# Ümit Ergirdi
Ümit Ergirdi (* 5. November 1981 in Berlin) ist ein deutsch-türkischer Fußballspieler.

## Karriere
Der 1,72 m große Mittelfeldspieler begann seine Karriere beim MSV Normannia 08, wo unter anderem Karim Benyamina sein Teamkollege war. 2005 wechselte er vom BSV Hürriyet Burgund in die Fußball-Oberliga Nordost zum BFC Preussen. In der Saison 2007/08 spielte er für Tennis Borussia Berlin, scheiterte mit dem Klub jedoch an der Qualifikation zur Regionalliga Nord. Daraufhin wechselte Ergirdi im Sommer 2008 zum Regionalligisten SV Babelsberg 03, mit dem er unter Trainer Dietmar Demuth in der Spielzeit 2009/10 Meister wurde und in die 3. Fußball-Liga aufstieg. Dort kam er jedoch in der Hinrunde der Saison 2010/11 nach einer langwierigen Bänder-Verletzung nur fünfmal zum Einsatz. Ümit Ergirdi entschied sich gegen die Fortsetzung seiner Profi-Karriere und schloss sich dem Berliner Verbandsligisten BFC Viktoria 1889 an, mit dem ihm 2011 der Aufstieg in die Oberliga Nordost gelang. In der Saison 2012/13 konnte er mit der Viktoria die Oberliga-Meisterschaft erringen und sich für die Regionalliga Nordost qualifizieren, Ergirdi trug zwölf Tore in 30 Spielen dazu bei. Einhergehend mit dem Aufstieg benannte sich der Verein nach einer Fusion um und spielte fortan als FC Viktoria 1889 Berlin. Die erste Regionalligasaison 2013/14 beendete Ergirdi, der sieben Tore erzielte, mit der Mannschaft auf dem achten Platz. Zudem gewann man 2014 den Berliner Landespokal und qualifizierte sich erstmals für den DFB-Pokal.
Parallel dazu studiert er an der Freien Universität Berlin Jura.